# Puig dels Conillers
El Puig dels Conillers és una muntanya de 589 metres que es troba al municipi d'Espolla, a la comarca catalana de l'Alt Empordà.